# 岩手県道206号相川平泉線
岩手県道206号相川平泉線（いわてけんどう206ごう あいかわひらいずみせん）は、岩手県一関市舞川から西磐井郡平泉町平泉に至る県道（一般県道）である。

## 概要
平泉と大東方面を短絡する県道。高館橋は老朽化と平泉バイパス工事に伴い架け替えられている。

### 路線データ
- 実延長：12,321.2 m[1]
- 起点：一関市舞川[1]（岩手県道19号一関大東線交点）
- 終点：西磐井郡平泉町平泉字泉屋82番1地先[2]（岩手県道31号平泉厳美渓線・岩手県道303号平泉停車場線交点）

## 歴史
- 1959年（昭和34年）3月31日 - 相川平泉線として県道に認定される[3]。
- 2001年（平成13年）12月21日 - 架け替えられた高館橋が開通する[4]。
- 2023年（令和5年）4月1日 - 岩手県道110号平泉停車場中尊寺線の廃止に伴い、終点の位置が無量光院跡近くの中尊寺通りとの丁字路交差点から平泉駅前の交差点に変更される[2]。

## 路線状況

### 道路施設
- 高館橋：北上川を渡る全長625.0mの橋梁。岩手県管理橋梁で4番目に長い[5]。

## 地理

### 通過する自治体
- 一関市
- 西磐井郡
  - 平泉町

### 交差する道路
- 岩手県道19号一関大東線（一関市舞川字水上）
- 岩手県道261号中里堀切線（一関市舞川字中里）
- 岩手県道14号一関北上線（平泉町長島字砂子沢）
- 国道4号平泉バイパス（平泉町平泉字伽羅楽・柳之御所交差点）
- 岩手県道31号平泉厳美渓線・岩手県道303号平泉停車場線（平泉町平泉字泉屋）